# Glycia spencei
Glycia spencei es una especie de escarabajo de la familia Carabidae.

## Distribución geográfica
Se distribuye por el paleártico: sur de Europa, norte de África y mitad occidental de Asia.